# Lago Eagle (Condado de Lassen)
El Lago Eagle es un lago de Estados Unidos, situado en el estado de California.
Se encuentra en el condado de Lassen a 25 kilómetros de Susanville. Tiene una longitud de 22 kilómetros y una anchura que varía entre los 4 y los 7 kilómetros.
En él habitan varias especies de aves rapaces, como el águila calva, de la que recibe su nombre el lago, y el águila pescadora. En el lago también habitan 5 especies endémicas entre las que destaca la llamada Trucha del lago Eagle que son de gran tamaño. Estas truchas pueden llegar a pesar hasta 4,5 kilos. Se cree que las aguas alcalinas del lago pueden influir en su gran tamaño.